# Estebanía
Estebanía é uma pequena cidade da República Dominicana pertencente à província de Azua. Sua população estimada em 2012 era de 10 154 habitantes.
Como a maioria das outras cidades dominicanas, o beisebol é um grande passatempo em Estebanía. As crianças do local praticam o esporte no campo de beisebol da cidade, seja por si só ou com uma equipe.